# Ветохино
Ветохино — упразднённое село в Залесовском районе Алтайского края. На момент упразднения входило в состав Тундрихинского сельсовета. Исключено из учётных данных в 1983 году.

## География
Располагалось на левом берегу реки Игнатиха, на расстоянии приблизительно 3 км (по-прямой) к западу от село Тундриха.

## История
В 1928 году состояла из 147 хозяйств. В административном отношении являлась центром Ветохинского сельсовета Залесовского района Барнаульского округа Сибирского края.
Решением Алтайского КИКа от 11 ноября 1983 года № 381/2 населённый пункт, исключен из учётных данных.

## Население
По данным переписи 1926 года в деревне проживало 604 человека (267 мужчин и 337 женщин), основное население — русские.